# Prins Charleseiland
Prins Charleseiland (Engels: Prince Charles Island) in de Noordelijke IJszee is een van de Canadese Arctische Eilanden. Bestuurlijk behoort het tot de regio Qikiqtaaluk in het territorium Nunavut.
Het eiland is onbewoond en heeft een oppervlakte van 9.521 km².
Ondanks zijn grootte werd Prins Charleseiland pas in 1948 ontdekt toen een piloot van de Koninklijke Canadese luchtmacht er met zijn Avro Lancaster over vloog. Het werd vernoemd naar (toen nog) prins Charles, die in hetzelfde jaar geboren werd.